# Iseo (Suíça)
Iseo é uma comuna da Suíça, no Cantão Tessino, com cerca de 82 habitantes. Estende-se por uma área de 1,0 km², de densidade populacional de 82 hab/km². Confina com as seguintes comunas: Aranno, Bioggio, Cademario, Curio, Vernate.
A língua oficial nesta comuna é o italiano.